# Ödön Márffy
Ödön Márffy, né le 30 novembre 1878 à Budapest en Hongrie et mort le 3 décembre 1959 dans la même ville, est un peintre hongrois.

## Biographie
Après une courte formation de base en Hongrie, Márffy va à Paris en 1902, et fréquente les cours de l'Académie Julian, alors sous la direction de Jean-Paul Laurens. Dans la même année il s’inscrit à l'École des beaux-arts de Paris où il intègre l'atelier de Cormon.
Ils fréquentent avec ses camarades français la galerie du marchand d’art Ambroise Vollard où ce sont surtout les œuvres de Cézanne, Matisse, Bonnard, Rouault et Braque qui influenceront le jeune peintre. Selon ses dires, c’est en 1905 à l’École des Beaux-arts qu’il fait la connaissance de Matisse qui fut renvoyé de l’école, mais qui y retourne de temps à autre. Une fois, il visite son atelier. Márffy expose pour la première fois au Salon d'automne en 1906.
C’est aussi à Paris qu’il fait la connaissance des peintres hongrois Béla Czóbel, Róbert Berény et Bertalan Pór, qui deviendront ses amis et avec qui il fondera plus tard le groupe des « Huit ». C’est également là qu’il fait connaissance avec le philosophe d’art Lajos Fülep, l’écrivain et journaliste György Bölöni et le poète Endre Ady, qui tous occupent une place déterminante dans l’histoire du modernisme hongrois.
En mars de l’année suivante, Márffy expose, dans la galerie Uránia de Budapest, ses œuvres réalisées dans la « période française », aux côtés du peintre Lajos Gulácsy.
József Rippl-Rónai – qui, ayant vécu auparavant en France, fait partie du cercle des Nabis – l’invite à Kaposvár pour travailler. C’est avec son soutien formel que Márffy peut devenir fondateur du premier groupe d’artistes hongrois, le  Cercle des Impressionnistes et des Naturalistes Hongrois (Magyar Impresszionisták és Naturalisták Köre – MIÉNK).
À partir de la fin de 1909, Márffy participe activement au travail du groupe formé d’artistes dissidents de MIÉNK, et connu plus tard sous le nom des Huit. Ce groupe est constitué en 1909 par des Fauves hongrois, notamment Róbert Berény, Dezső Czigány, Béla Czóbel, Károly Kernstok, Ödön Márffy, Dezső Orbán, Bertalan Pór et Lajos Tihanyi, mais il n’est nommé  « les Huit » qu’au printemps 1911. Leur première exposition appelée Œuvres nouvelles (Új képek) est inaugurée le 30 décembre 1909 à Budapest, au salon « Könyves Kálmán », la deuxième – intitulée les Huit (Nyolcak) – a lieu en avril 1911 au Salon national (Nemzeti Szalon). Si, en tant que groupe indépendant, les Huit n’organisent pas plus de trois expositions, l’influence de l’activité de ces artistes reste remarquable, allant bien au-delà des cadres des beaux-arts. Les expositions du premier groupe avant-gardiste hongrois sont en effet de véritables événements sociaux, qui sont accompagnées de manifestations d’un niveau artistique très élevé, où participe le « gratin » de la vie intellectuelle hongroise, parmi eux des poètes Endre Ady, Dezső Kosztolányi, et aussi des musiciens modernes, comme Béla Bartók et Zoltán Kodály.
Dans la période allant de 1909 à 1914, la peinture de Márffy subit des transformations continues. Les tracés excessifs, rappelant le fauvisme, que l’on a remarqués sur ses paysages, nus et natures mortes, sont progressivement remplacés par une composition stricte. À partir de la seconde moitié des années 1910, l’approche constructiviste cède progressivement de sa rigueur devant la combinaisons de couleurs expressionnistes. Sa rencontre avec Kokoschka n’est probablement pas étrangère à cette évolution.
En août 1920, Ödön Márffy épouse la veuve du poète Endre Ady, Csinszka (hu). Dans les années 1920 encore, Márffy devient un peintre reconnu et recherché à Budapest où il expose ses œuvres très fréquemment. Il va souvent peindre aussi en Allemagne et en Italie, il participe régulièrement aux Biennales de Venise, il expose ses œuvres notamment aux États-Unis, en Italie, en Pologne, à Vienne, à Nuremberg, à Munich. Seul membre des Huit à travailler durablement en Hongrie, il obtient une bonne reconnaissance sur la scène artistique nationale. En 1924, il est membre fondateur du groupe « KÚT (hu) » (Nouvelle Société des Artistes), regroupant les peintres modernistes de Hongrie. En 1927, il devient le président de l’organisation et il restera à ce poste pendant une décennie.
Si ses toiles gardent longtemps leurs coloris fauves et les traces de la composition rigoureuse, les tons vibrants cèdent la place à une atmosphère azurée, vaporeuse, plus dissoute, et le peintre embrasse un style plus léger, préféré par la bourgeoisie de l’époque. Ses paysages, scènes de jardins et de plages, ses nus, ses natures mortes réalisés entre les deux guerres le rapprochent des peintres de l’École de Paris, notamment de Kisling, Pascin, Van Dongen ou Dufy.
Après la fin de la Seconde Guerre mondiale, Márffy rejoint le travail du l’École européenne, groupe moderniste hongrois qui est aussi proche du surréalisme et de la peinture abstraite que de l’art de Corneille et du groupe CoBrA, mais son style ne s’accommode pas de la ligne directrice de ce groupe d’artistes.
Ödön Márffy est mort le 3 décembre 1959 à l’hôpital Kútvölgyi de Budapest, trois jours après son 81e anniversaire.